# إريك مكارثر
إريك مكارثر هو سياسي أمريكي، (و. 1824  م). نشط حزبياً في الحزب الجمهوري. وقد انتخب عضو جمعية ولاية ويسكونسن ‏.